# Marshall Kay
George Marshall Kay (Paisley (Canada), 10 november 1904 – Leonia (Verenigde Staten), 3 september 1975) was een geoloog en professor aan de Columbia University. 
Kay is het best bekend van zijn studies van het Ordovicium van New York, Newfoundland en Nevada, maar zijn onderzoekingen waren wereldwijd en hij publiceerde breed over de stratigrafie van het midden- en hogere Ordovicium. Kay's zorgvuldige veldwerk leverde veel geologisch bewijs voor de theorie van continentverschuiving. Hij kreeg de Penrose Medal uitgereikt in 1971. Minder bekend is zijn werk voor het Manhattan project, als een geoloog zoekend naar mangaanafzettingen.
Verder gaf hij de naam aan calcisiltiet als aanvulling op het calcilutiet, calcareniet en calcirudiet carbonaat-classificatiesysteem, zoals dat in 1903 voorgesteld werd door Amadeus William Grabau.
- Bibliothèque nationale de France: cb12285097v (data)
- Gemeinsame Normdatei: 1261776755
- International Standard Name Identifier: 0000 0001 0854 7850
- Library of Congress Control Number: n50060989
- Nationale bibliotheek van Australië: 35660641
- Nationale Bibliotheek van Israël: 987007337216705171
- Nederlandse Thesaurus van Auteursnamen: 072102195
- SNAC: w6wq0br4
- Système universitaire de documentation: 13802233X
- Trove: 1031007
- Virtual International Authority File: 4993549
- WorldCat: E39PBJhhvkVKRRb97KXbMWCvpP